# 富士見市立富士見台中学校
富士見市立富士見台中学校（ふじみしりつ ふじみだいちゅうがっこう）は、埼玉県富士見市にある市立中学校。通称は「台中」（だいちゅう）。

## 沿革
- 1960年（昭和35年）4月1日 - 鶴瀬中学校、水谷中学校が統合し、富士見村立富士見台中学校として開校。その際、従来の鶴瀬中学校を本校とし、水谷中学校を分教所とする。
- 1961年（昭和36年）4月1日 - 南畑中学校を統合する。
- 1964年（昭和39年）4月1日 - 富士見町町政施行に伴い富士見町立富士見台中学校と改名。
- 1972年（昭和47年）4月10日 - 富士見市市政施行に伴い富士見市立富士見台中学校と改名。
- 1990年（平成2年）11月24日 - 新校舎落成。
- 1991年（平成3年）11月7日 - 新校舎が埼玉景観賞(教育環境賞)を受賞。
- 2009年（平成21年）11月7日 - 開校50周年記念式典挙行。
- 2019年（令和元年）12月5日 - 記念講演会実施。(小林さやかによる講演会)

## 学校教育方針
校訓
まじめは宝　正しいは力　優しさは強さ
学校教育目標
生きる力を身につけ　自ら輝く生徒の育成
目指す学校像
「生徒一人一人が自ら輝く教育」を実践する学校

## 学校行事
一学期
4月　入学式・始業式　二者面談
5月　体育祭　中間テスト　避難訓練
6月　学校総体入間東部大会
7月　期末テスト　終業式
二学期
8月　始業式
9月　職業体験　新人戦入間東部大会
10月　中間テスト　合唱コンクール
11月　ふれあい講演会　全校三者面談
12月　終業式
三学期
1月　始業式　1年スキー教室
2月　2年修学旅行　学年末テスト
3月　3年生を送る会　卒業式　修了式

## とのやまSpirits
富士見台中学校　教職員・生徒活動方針
「とのやまSpirits」
Action　一歩前へ踏み出す力
Thinking　考え抜く力
Teamwork　人と活動する力
これら3つは、富士見台中学校の生徒・教職員が常に意識し、様々な活動の基本となり意識しなくてはいけない力
指導の6本柱
1. 確かな学力を定着させる学校
主体的・対話的で深い学びの実践
文脈学習と見届けの実践
次期学習指導要領への移行
2. 豊かな人間性を育成する学校
自己肯定感の育成
非認知能力の育成
キャリア教育の推進
肯定的な人間関係の育成
3. 健やかな身体を育成する学校
基本的な体力の向上
4. 生徒のために一歩踏み出す学校
生徒が学校を好きになる肯定感の育成
不登校の改善
5. 安心と笑顔あふれる学校
命を大切にする危機管理意識の育成
6. 保護者・地域と協育する学校
ふるさと富士見を愛する生徒の育成
保護者・地域への更なる敬意
小中一貫教育の推進

## キャリア教育の推進
- 「未来を見据え、主体的に生き抜く力を育てるキャリア教育の推進～小中一貫を円滑に進めるための協働的な取組を通して～」という研究主題を掲げ、キャリア教育を推進している。
- 令和元年には、「キャリア･パスポート」をテーマとした研究授業も実施している。